# Макультепек
Макультепек (исп. Macultepec) — небольшой город в Мексике, в штате Табаско, входит в состав муниципалитета Сентро. Численность населения, по данным переписи 2020 года, составила 11 848 человек.

## Общие сведения
Название Macultepec с языка майя можно перевести как: место на пяти холмах.
Поселение было основано в 1744 году доном Игнасио Исидро де Авалосом как энкомьенда.
В 1979 году Конгрессом штата Макультепеку был присвоен статус вильи.
Он расположен в 19 км севернее столицы штата, города Вильяэрмоса.

## Население
| Год  | Численность | Численность |
| ---- | ----------- | ----------- |
| 2000 | 5959        | [ 6 ]       |
| 2005 | 6217        | [ 7 ]       |
| 2010 | 6485        | [ 8 ]       |
| 2020 | 11 848      | [ 9 ]       |